# Kult matriarchalny
Kult matriarchalny – kult religijny w którym obiektem czci jest sakralność kobieca, uosabiana w postaci bogini - matki, Wielkiej bogini czy też bogini niebios. Występuje w niemal wszystkich religiach naturalnych, współcześnie silnie akcentowany w ruchu Wicca. Według opinii części religioznawców, kult maryjny również należy do kultów matriarchalnych, jednakże opinia ta jest kontrowersyjna.